# Verbe d'état
Un verbe d'état, ou verbe statique, ou encore verbe attributif, est un type sémantique de verbe dont le procès indique que son sujet possède une propriété particulière tel que l'état, le devenir, la façon d'être. Ces formes verbales n'expriment aucune action, n'impliquent pas de durée, et ne fournissent qu'une description d'une condition. Exemples en français : « avoir l'air », « consister », « demeurer », « devenir », « passer pour », « rester », « s'appeler », « sembler », « se trouver », « paraître », « être », « naitre », « mourir », etc.
Du point de vue des fonctions syntaxiques, les verbes d'état sont ceux qui définissent un sujet et son attribut. Les copules, qui se réduisent au rôle de lien syntaxique entre sujet et attribut en estompant leur sémantique propre, sont souvent des verbes d'état. 
Les verbes qui ne sont pas d'état sont des verbes d'action. 